# Râul Valea Grădinilor
Râul Valea Grădinilor este un afluent al râului Vâna Mare. 

## Hărți
- Harta județului Timiș